# Plosjtsjad Marksa

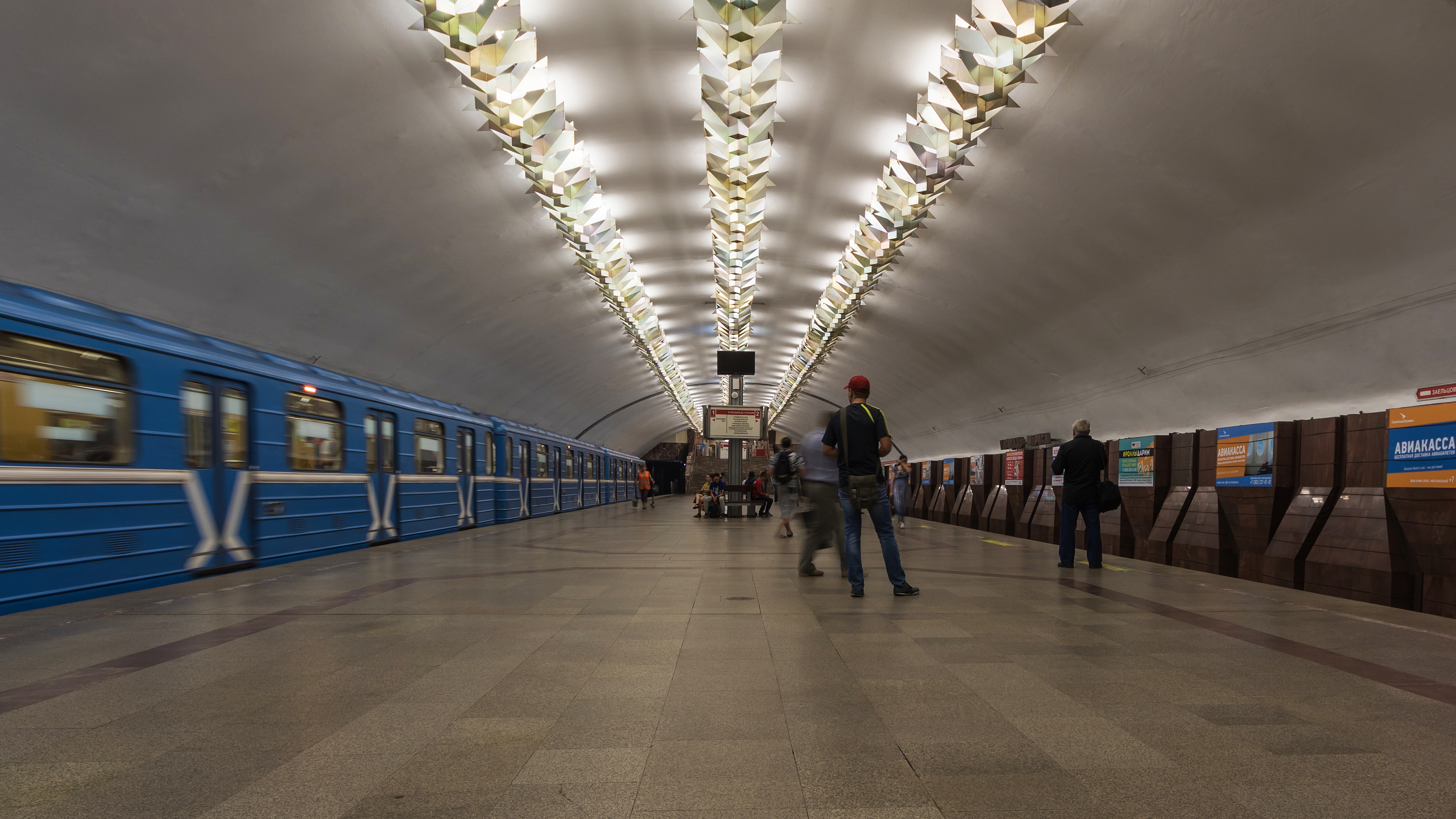
Stationshal.

Plosjtsjad Marksa (Russisch: Площадь Маркса) is een station van de metro van Novosibirsk. Het station maakt deel uit van de Leninskaja-lijn en werd veel later geopend dan de andere stations, namelijk op 26 juli 1991 als het zuidelijkste station van het eerste metrotracé in de stad. Het metrostation bevindt zich in het uiterste zuiden van Novosibirsk.